# Бако (национальный парк)
Бако (малайск. Taman Negara Bako) — национальный парк в Восточной Малайзии, в штате Саравак. Находится в 37 км по дороге от столицы штата — города Кучинг. Расположен на острове Калимантан, и занимает 27,27 км² на оконечности полуострова Муара-Тебас, в устье рек Бако и Кучинг.
Это — один из самых маленьких, но в то же время — один из самых интересных парков Саравака, благодаря девственным экваториальным лесам, обилию дикой природы, рекам и водопадам. Поддерживаемая сеть из 16 пешеходных троп разного уровня сложности предлагает посетителям от простой прогулки по лесу до путешествия по джунглям на целый день. Красота природы и множество достопримечательностей на столь ограниченном пространстве сделала Бако одним из самых популярных парков в Сараваке среди туристов.

## Фауна
Бако служит домом для носачей, эндемичных для Калимантана и находящихся под угрозой исчезновения. Среди других видов стоит отметить: тонкотелых обезьян, макаков-крабоедов, варанов, пальмовых белок, бородатых свиней и выдровых. Из ночных животных можно назвать: шерстокрыла, панголина, оленьковых, мусанга и множество видов летучих мышей. Бако — прекрасное место для наблюдений за птицами.

## Галерея

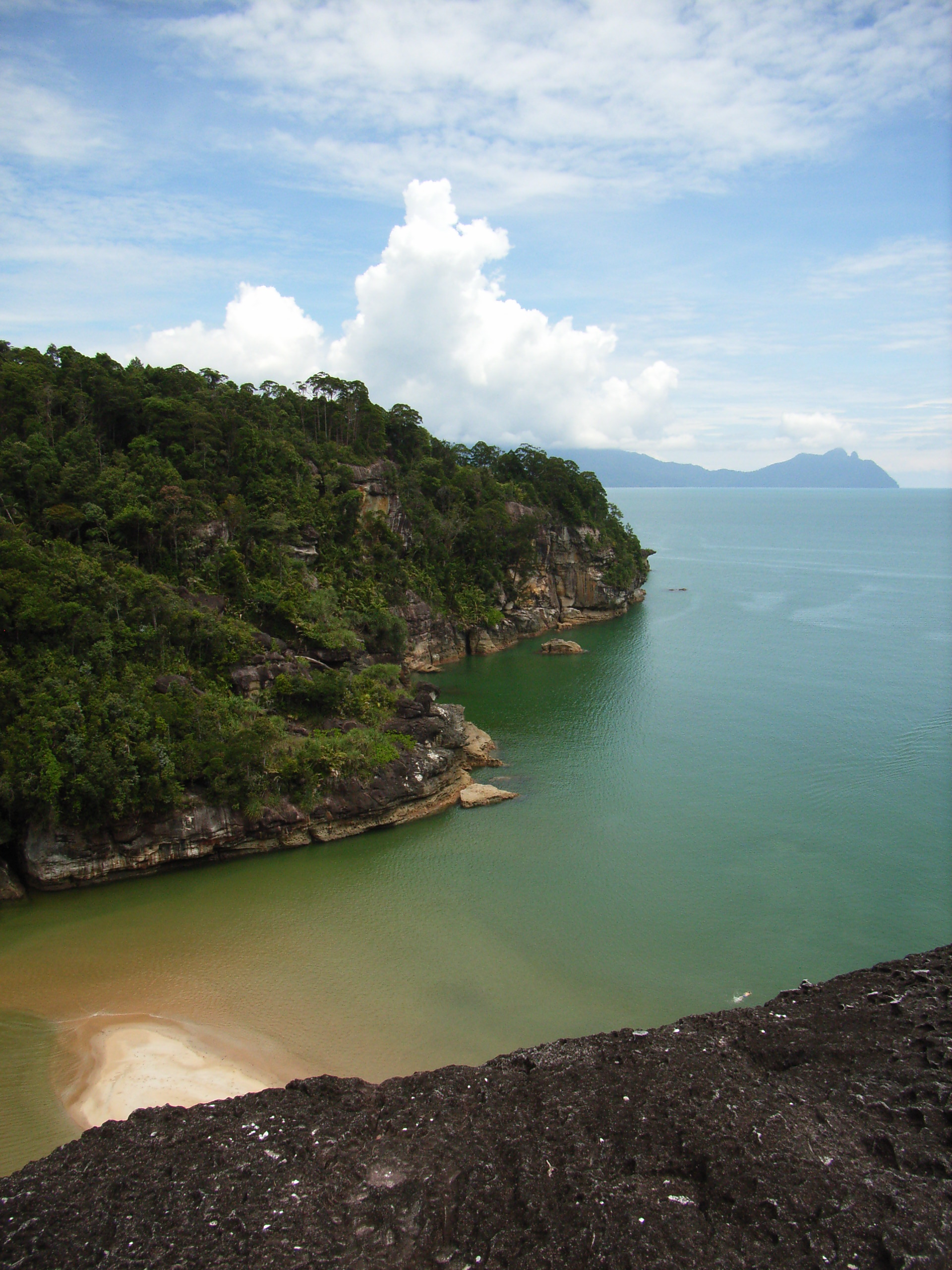
Вид на парк
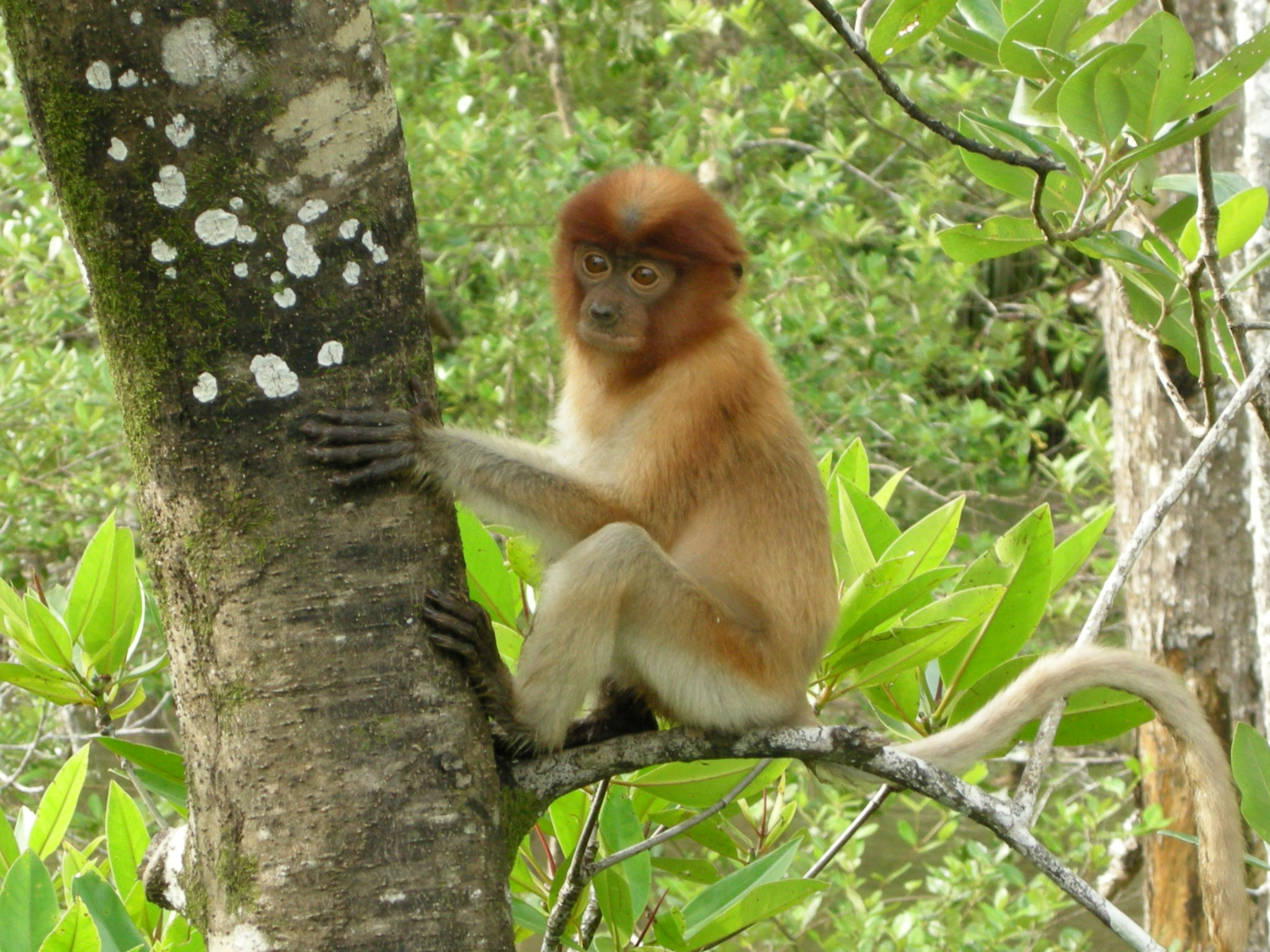
Детёныш носача в парке Бако
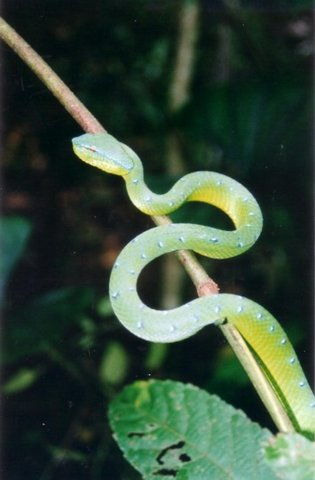
Куфия в парке Бако
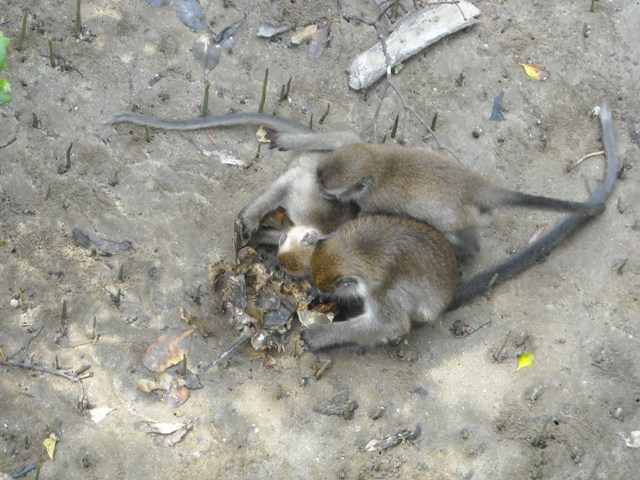
3 макака-крабоеда поедают краба
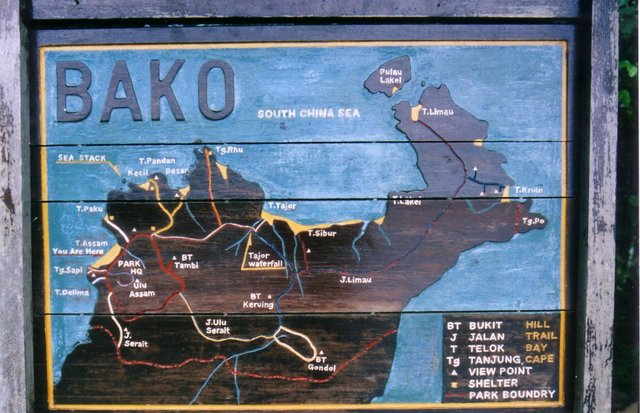
Схема маршрутов парка